# Vivian Candy

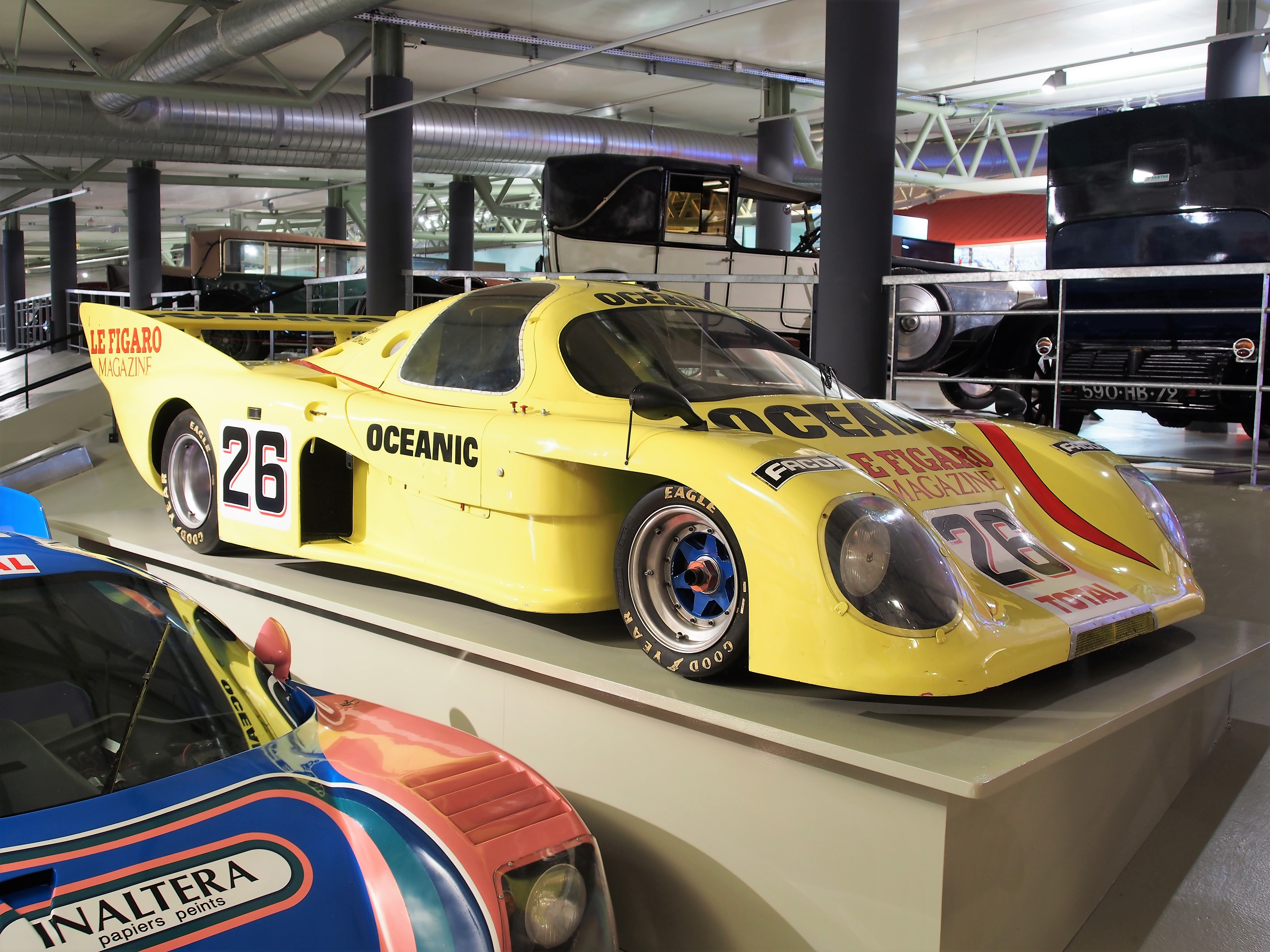
24-Stunden-Rennen von Le Mans 1982; der Rondeau M379C von Jacky Haran, Hervé Poulain und Vivian Candy

Vivian „Candy Man“ Candy  (* 6. Oktober 1948 in Sligo; † 21. Mai 2009 in Dundrum) war ein irischer Unternehmer und  Autorennfahrer.

## Karriere als Rennfahrer
Vivian Candy war in den 1970er- und 1980er-Jahren eine der schillerndsten Figuren im internationalen Motorsport. Eng befreundet mit Eddie Jordan betrieb er in Irland mehrere bekannte Diskotheken und veranstaltete Jetset-Feste an der Côte d’Azur, wo neben anderen Nina Simone auftrat. 
Er verbrachte seine Kindheit und Jugend in der nordwestlichen irischen Stadt Sligo, wo sein Vater als Erster Verwaltungsbeamter des County Sligo arbeitete. Als 13-Jähriger „borgte“ er sich den Morris Minor seiner Mutter und fuhr damit mit zwei Polstern auf dem Fahrersitz in der Nacht zwischen Sligo und Rosses Point hin und her. Als die Familie nach Dublin zog, brach er die Schulausbildung ab und wurde zum Selfmademan. Er arbeitete in der Werbebranche und war Geschäftsführer der Agentur Brendan White & Partners. Wie viele Lebemänner gab er mehr Geld aus, als er einnahm, und sprang von einem Projekt zum nächsten. Das mit Kapital von Marlboro UK & Ireland finanzierte Marlboro Team Ireland Racing Team scheiterte 1979 an schlechter Planung und inkompetentem Personal. Als einziger Renneinsatz ist die Teilnahme an einem Formel-Atlantic-Wertungslauf im Mallory Park vermerkt, wo Vivian Candy in einem Chevron B29 mit Getriebeschaden ausfiel.
Erfolgreicher war Vivian Candy im Sportwagensport. Zweimal fuhr er Prototypen beim 24-Stunden-Rennen von Le Mans und erreichte mit dem achten Rang im Porsche 935K3/80 beim 6-Stunden-Rennen von Watkins Glen 1981 Punkte für die Fahrerwertung der Sportwagen-Weltmeisterschaft. 
Er starb im Mai 2009 verarmt in einem Einzimmer-Appartement in der irischen Kleinstadt Dundrum.

## Statistik

### Le-Mans-Ergebnisse
| Jahr | Team             | Fahrzeug           | Teamkollege | Teamkollege    | Platzierung | Ausfallgrund    |
| ---- | ---------------- | ------------------ | ----------- | -------------- | ----------- | --------------- |
| 1981 | Alain de Cadenet | De Cadenet-Lola LM | Nick Faure  | Martin Birrane | Ausfall     | Getriebeschaden |
| 1982 | Jacky Haran      | Rondeau M379C      | Jacky Haran | Hervé Poulain  | Ausfall     | Motorschaden    |

### Einzelergebnisse in der Sportwagen-Weltmeisterschaft
| Saison | Team                                    | Rennwagen                              | 1   | 2   | 3   | 4   | 5   | 6   | 7   | 8   | 9   | 10  | 11  | 12  | 13  | 14  | 15  |
| ------ | --------------------------------------- | -------------------------------------- | --- | --- | --- | --- | --- | --- | --- | --- | --- | --- | --- | --- | --- | --- | --- |
| 1981   | Ian Bracey Alain de Cadenet Akin Racing | Ibec P6 De Cadenet-Lola LM Porsche 935 | DAY | SEB | MUG | MON | RIV | SIL | NÜR | LEM | PER | DAY | WAT | SPA | MOS | ROA | BRH |
| 1981   | Ian Bracey Alain de Cadenet Akin Racing | Ibec P6 De Cadenet-Lola LM Porsche 935 |     |     |     |     |     | DNF |     | DNF |     |     | 11  |     |     |     |     |
| 1982   | Jacky Haran                             | Rondeau M379                           | MON | SIL | NÜR | LEM | SPA | MUG | FUJ | BRH |     |     |     |     |     |     |     |
| 1982   | Jacky Haran                             | Rondeau M379                           | DNF |     |     |     |     |     |     |     |     |     |     |     |     |     |     |
| 1986   | Simpson Engineering                     | Simpson C286                           | MON | SIL | LEM | NÜN | BRH | JER | NÜR | SPA | FUJ |     |     |     |     |     |     |
| 1986   | Simpson Engineering                     | Simpson C286                           |     | DNF |     |     |     |     |     |     |     |     |     |     |     |     |     |